# Wenunuc (Aldeia)
Wenunuc (Wenunuk, Benunuc, Benunuk) ist eine osttimoresische Aldeia im Suco Wenunuc (Verwaltungsamt Metinaro, Gemeinde Dili). 2015 lebten in der Aldeia 1423 Menschen.

## Geographie

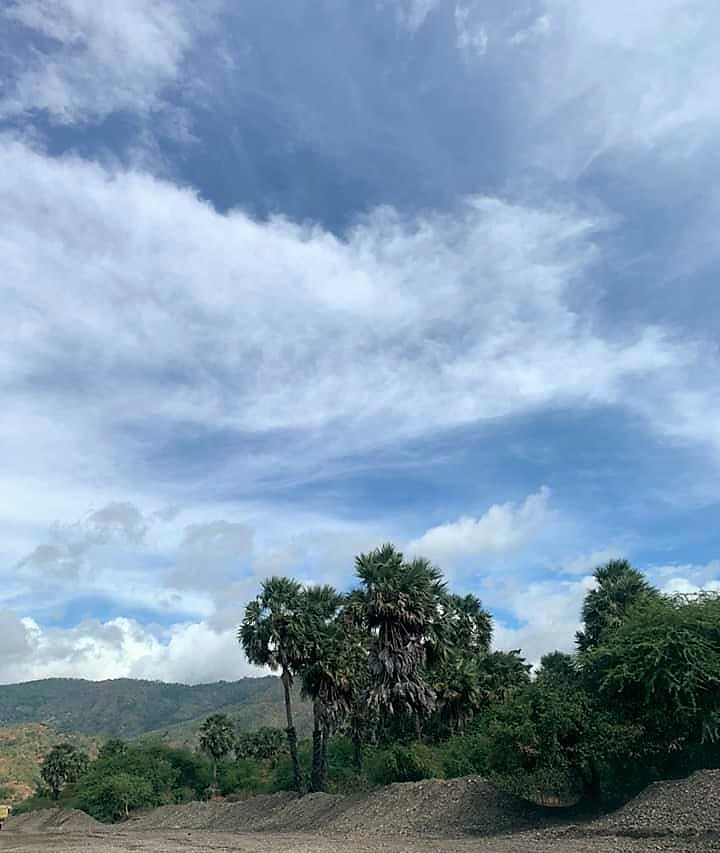
Am Fluss

Wenunuc liegt im Westen des gleichnamigen Sucos. Westlich des Flussbetts des Aiscahe liegt die Aldeia Saham und östlich die Aldeia Manuleu. Der Fluss führt nur in der Regenzeit Wasser. Im Süden liegt der Suco Mantelolão und im Südosten grenzt die Aldeia Wenunuc an die Gemeinde Manatuto mit ihrem Suco Lacumesac. Im Norden befindet sich die Küste der Straße von Wetar, die von einem Mangrovenwald geprägt ist. Im Westen reicht der Ort Metinaro bis in die Aldeia hinein.

## Einrichtungen
In einer kleinen Siedlung im Südosten befindet sich eine protestantische Kirche. Die nationale Pfadfindervereinigung União Nacional dos Escuteiros de Timor-Leste (UNE-TL) hat ein Zentrum am Aiscahe.